# Crkva sv. Roka u Splitu na Peristilu
Crkva sv. Roka je zgrada rimokatoličke crkve u Splitu, Hrvatska. Nalazi se uz istočnu stranu Peristila, središta Dioklecijanove palače, na adresi Krešimirova.

## Opis
Jednobrodna kamena građevina nastala je, prema natpisu na nadvratniku 1516. godine, adaptacijom romaničke kuće iz 13. stoljeća. Renesansna je pročelja. Sjeverni je zid ostao od izvorne romaničke kuće. Južni zid sadrži ugrađeni dio kolonade trijema decumanusa Dioklecijanove palače. Sve do početka se uz crkvu sv. Roka nalazila s južne strane crkva sv. Barbare iz 15. stoljeća nakon čijeg su rušenja 1880. godine, na južnom pročelju crkve sv. Roka otvorena dva otvora s lučnim završetkom. Danas nema vjersku funkciju.
- Južni zid
- Sjeverni zid
- Detalji s pročelja

## Zaštita
Pod oznakom Z-3423 zavedena je kao nepokretno kulturno dobro - pojedinačno, pravna statusa zaštićena kulturnog dobra, klasificirano kao sakralna graditeljska baština.

## Vanjske poveznice
|  | Zajednički poslužitelj ima još gradiva o temi Crkva sv. Roka u Splitu na Peristilu |